# 4,4'-difluorobenzofenone
Il 4,4’-Difluorobenzofenone (DFBP) è un composto organico appartenente alla famiglia dei chetoni aromatici con formula (FC6H4)2CO. A temperatura ambiente è un solido incolore solubile in etanolo o toluene. Viene usato come monomero per la produzione di PEEK, un polimero ad alte performance.

## Sintesi
La sintesi del 4,4′-difluorobenzofenone fu riportata per la prima volta nel 1933 da Dunlop e Gardner. 

Sintesi DFBP da fluorobenzene e p-fluoro-benzoil-cloruro

La reazione, un'acilazione di Friedel-Crafts del fluorobenzene con 4-fluoro-benzoil-cloruro in presenza di alluminio tricloruro AlCl3 produce 4,4′-difluorobenzofenone con il 52% di resa oltre a piccole quantità di isomero 2,4′-difluorobenzofenone. Si può ottenere DFBP con resa del 94,5% e purezza del 97,2% usando come catalizzatore una miscela di cloruro di alluminio e cloruro di litio in 1,2-dicloroetano,.
La sintesi del 4,4’-Difluorobenzofenone a partire da prodotti industriali parte dalla para-touidina (A). Tramite reazione (1) di Balz–Schiemann con acido nitroso e acido tetrafluoroborico o tramite Reazione di Sandmeyer il gruppo amminico viene convertito in fluoruro arilico. Successivamente il 4-fluoro-toluene (B) viene ossidato ad acido 4-fluoro-benzoico (C). L'acido (C) viene convertito in 4-fluoro-benzoil-cloruro (D) mediante trattamento con cloruro di tionile.
Il DFBP si ottiene per acilazione (4) del fluorobenzene con 4-fluoro-benzoil-cloruro (D) in presenza di alluminio tricloruro come catalizzatore.

Schema sintesi DFBP da toluidina e fluorobenzene

La necessità di utilizzare quantità iperstechiometriche del catalizzatore di acilazione AlCl3 e il costo di smaltimento dei suoi prodotti di idrolisi hanno stimolato la ricerca di percorsi sintetici alternativi.
È possibile ottenere DFBP tramite diazotizzazione del 4,4′-diamminodifenilmetano e successiva decomposizione termica (reazione di Balz-Schiemann) del sale tetrafluoroborato. Il gruppo carbonilico viene ottenuto per ossidazione, ad esempio con acido nitrico..

Sintesi DFBP da 4,4′-diamminodifenilmetano

Un altro processo utilizza la reazione acido catalizzata fra formaldeide con fluorobenzene con acido p-fluorobenzensolfonico per formare una miscela di difluoro-difenil-metano composta da 77% 4,4'-DFBP e 23% 2,4'-DFBP. La miscela viene successivamente ossidata con acido nitrico concentrato

Sintesi DFBP da formaldeide e fluorobenzene

.